# Saint-Remimont
|  | Per a altres significats, vegeu «Saint-Remimont (Vosges)». |

Saint-Remimont és un municipi francès al departament de Meurthe i Mosel·la (regió de Gran Est). L'any 2007 tenia 333 habitants. El nom de la localitat està testimoniat en les formes Ecclesia montis Sancti-Remigii, in comitatu Sanctensi (965); Sanctus-Remigius in comitatu Sanctensi (1137); Saint-Remeimont (1290); Saint-Remeymont (1399); Sancti Remigiimons en Sainctoix, Sancti Remigii mons (1402); Saint-Remimont-lès-Craon (1782).
Saint-Remimont és un hagiotopònim que fa referència als mots oïl Remigius i "mont". Remimont és un nom compost de sant serveix com a determinant per al nom d'un lloc.

## Demografia

### Població
El 2007 la població de fet de Saint-Remimont era de 333 persones. Hi havia 128 famílies, de les quals 20 eren unipersonals (12 homes vivint sols i 8 dones vivint soles), 48 parelles sense fills, 44 parelles amb fills i 16 famílies monoparentals amb fills.
La població ha evolucionat segons el següent gràfic:

### Habitatges
El 2007 hi havia 142 habitatges, 133 eren l'habitatge principal de la família, 3 eren segones residències i 6 estaven desocupats. 139 eren cases i 3 eren apartaments. Dels 133 habitatges principals, 121 estaven ocupats pels seus propietaris, 10 estaven llogats i ocupats pels llogaters i 2 estaven cedits a títol gratuït; 2 tenien dues cambres, 12 en tenien tres, 32 en tenien quatre i 87 en tenien cinc o més. 107 habitatges disposaven pel capbaix d'una plaça de pàrquing. A 47 habitatges hi havia un automòbil i a 78 n'hi havia dos o més.

### Piràmide de població
La piràmide de població per edats i sexe el 2009 era:
| Homes | Edats   | Dones |
| ----- | ------- | ----- |
| 0     | 95 o +  | 0     |
| 0     | 90 a 94 | 0     |
| 0     | 85 a 89 | 4     |
| 0     | 80 a 84 | 0     |
| 0     | 75 a 79 | 0     |
| 12    | 70 a 74 | 4     |
| 0     | 65 a 69 | 12    |
| 4     | 60 a 64 | 4     |
| 16    | 55 a 59 | 12    |
| 20    | 50 a 54 | 24    |
| 20    | 45 a 49 | 16    |
| 4     | 40 a 44 | 20    |
| 16    | 35 a 39 | 8     |
| 4     | 30 a 34 | 12    |
| 8     | 25 a 29 | 4     |
| 20    | 20 a 24 | 12    |
| 8     | 15 a 19 | 12    |
| 20    | 10 a 14 | 12    |
| 4     | 5 a 9   | 12    |
| 12    | 0 a 4   | 4     |

## Economia
El 2007 la població en edat de treballar era de 232 persones, 168 eren actives i 64 eren inactives. De les 168 persones actives 158 estaven ocupades (81 homes i 77 dones) i 10 estaven aturades (5 homes i 5 dones). De les 64 persones inactives 29 estaven jubilades, 16 estaven estudiant i 19 estaven classificades com a «altres inactius».

### Ingressos
El 2009 a Saint-Remimont hi havia 135 unitats fiscals que integraven 334 persones, la mediana anual d'ingressos fiscals per persona era de 20.898 €.

### Activitats econòmiques
Dels 13 establiments que hi havia el 2007, 1 era d'una empresa de fabricació d'altres productes industrials, 5 d'empreses de construcció, 2 d'empreses de comerç i reparació d'automòbils, 1 d'una empresa de transport, 2 d'empreses de serveis, 1 d'una entitat de l'administració pública i 1 d'una empresa classificada com a «altres activitats de serveis».
Dels 3 establiments de servei als particulars que hi havia el 2009, 1 era un paleta, 1 lampisteria i 1 electricista.
L'any 2000 a Saint-Remimont hi havia 3 explotacions agrícoles que ocupaven un total de 291 hectàrees.

## Poblacions properes
El següent diagrama mostra les poblacions més properes.